# 농상공부
농상공부(農商工部) 또는 농상아문(農商衙門)은 조선 후기 농업, 상업, 공업, 통신, 해운 등에 관한 일을 맡던 관청이다. 오늘날 농림축산식품부, 산업통상자원부, 과학기술정보통신부, 해양수산부의 역할을 수행하였다. 초대 대신(大臣)은 한일 병합 후 독립운동가가 된 김가진이다.

## 연혁
- 1894년(고종 31년) 6월 28일, 농상아문(農商衙門) 및 공무아문(工務衙門) 출범[1]
- 1895년(고종 32년) 4월 1일, 농상아문과 공무아문을 통합하여 농상공부(農商工部)로 재개편
- 1900년(고종 37년) 3월 23일, 농상공부 통신국을 분리하여 통신원(通信院) 설치
- 1910년(순종 4년) 8월 29일, 폐지 : 경술국치(庚戌國恥)

## 조직
- 대신관방(大臣官房)
  - 비서과
  - 문서과
- 농무국(農務局)
  - 농사과
  - 산림과
  - 산업과
- 광산국(鑛山局)
  - 광업과
  - 지질과
- 통신국(通信局) : 1900년 분리 독립
  - 체신과
  - 관선과
- 상공국(商工局)
- 회계국(會計局)
- 철도국(鐵道局) : 1898년 신설, 1901년 분리[2][3][4]

## 인원
- 대신(大臣) 1명
- 협판(協辦) 1명
- 참의(參議) 1명
- 국장(局長) 5명
- 참서관(參書官) 4명
- 주사(主事) 18명
- 기사(技師) 7명
- 기수(技手) 12명